# Kristina Pimenova
Kristina Ruslanovna Pimenova (Russisch: Кристина Руслановна Пименова) (Moskou, 27 december 2005) is een Russisch fotomodel en actrice, die woont in de Verenigde Staten.

## Levensloop
Pimenova's ouders zijn de voormalige Russische voetballer Roeslan Pimenov en voormalig model Glikeriya Shirokova. Pimenova begon al voor haar vierde verjaardag met haar modellencarrière, nadat haar moeder foto's van haar had verstuurd naar het modellenbureau President Kids. Pimenova heeft gewerkt voor merken als Armani, Benetton, Burberry en Roberto Cavalli. 
In 2014 is Pimenova door het Women Daily Magazine uitgeroepen tot het "mooiste meisje ter wereld". 
In 2013 heeft ze meegedaan aan een wedstrijd in Tatarije, georganiseerd door Olympisch kampioen Alina Kabajeva. Ze won toen een gouden medaille in haar leeftijdsgroep. 
In april 2015 is ze verschenen op de cover van de Vogue Kids. Later dat jaar verhuisde ze samen met haar moeder naar Californië. Een documentaire over Pimenova verscheen in oktober 2016 op de Duitse televisiezender RTL Television. 
Ze is gecast voor de rol van Dasha in Michael S. Ojeda's film The Russian Bride - een horrorthriller - samen met onder andere Corbin Bernsen en Oksana Orlan. De productie vond plaats in Michigan in maart 2017.
Pimenova speelde voorts in een postproductie als een zingend kind in de Italiaanse fantasyfilm Creators: The Past. In een interview met Posh Kids Magazine, vertelde ze haar wens om een professioneel actrice en filmregisseur te worden.

## Kritiek
Pimenova's moeder beheert haar social media accounts, waarop regelmatig kritiek staat vanwege de seksualisering van een minderjarig model. Haar moeder was het hier mee oneens, omdat zij vond dat alle foto's onschuldig waren. Volgens haar moest de lezer denken als een pedofiel als die iets seksueels in deze foto's wilde zien.

## Filmografie
| Film | Film               | Film         | Film        |
| Jaar | Productie          | Rol          | Opmerkingen |
| ---- | ------------------ | ------------ | ----------- |
| 2019 | Creators: The Past | Zingend kind |             |
| 2018 | The Russian Bride  | Dasha        |             |